# Daichi Kawashima
Daichi Kawashima (川島 大地 Kawashima Daichi?, nacido el 21 de noviembre de 1986 en Ibaraki) es un exfutbolista japonés que se desempeñaba como centrocampista.

## Trayectoria

### Clubes
| Club                | País  | Año         |
| ------------------- | ----- | ----------- |
| Kashima Antlers     | Japón | 2009 - 2013 |
| Montedio Yamagata   | Japón | 2011 - 2012 |
| Giravanz Kitakyushu | Japón | 2014 - 2019 |

## Estadística de carrera

### J. League
| Club                | Año   | J. League | J. League | Copa J. League | Copa J. League | Total | Total |
| Club                | Año   | Part.     | Goles     | Part.          | Goles          | Part. | Goles |
| ------------------- | ----- | --------- | --------- | -------------- | -------------- | ----- | ----- |
| Kashima Antlers     | 2009  | 0         | 0         | 0              | 0              | 0     | 0     |
| Kashima Antlers     | 2010  | 0         | 0         | 0              | 0              | 0     | 0     |
| Montedio Yamagata   | 2011  | 13        | 0         | 2              | 1              | 15    | 1     |
| Montedio Yamagata   | 2012  | 2         | 0         | -              | -              | 2     | 0     |
| Kashima Antlers     | 2013  | 0         | 0         | 0              | 0              | 0     | 0     |
| Giravanz Kitakyushu | 2014  | 4         | 1         | -              | -              | 4     | 1     |
| Giravanz Kitakyushu | 2015  | 34        | 2         | -              | -              | 34    | 2     |
| Giravanz Kitakyushu | 2016  | 30        | 1         | -              | -              | 30    | 1     |
| Giravanz Kitakyushu | 2017  | 15        | 1         | -              | -              | 15    | 1     |
| Total               | Total | 98        | 5         | 2              | 1              | 100   | 6     |